# Almindelig pigsvamp
Almindelig Pigsvamp (Hydnum repandum) tilhører slægten Hydnum i kantarelordenen, som er kendt for sine lysere farvetoner og pigge under hatten. Den er blevet solgt på markeder rundt om i Europa i mange hundrede år[kilde mangler] og er sammen med den nært beslægtede rødgule pigsvamp højt værdsat som spisesvamp.
Fordi den er let at adskille fra potentielt giftige svampe, betragtes den som en af de "sikre svampe" for svampeplukkere. Selvom almindelig pigsvamp er let at skelne fra potentielt giftige svampe, kan den stadig indeholde relativt høje koncentrationer af radioaktivitet. Derudover kan den forveksles med den spiselige, men truede art, hvid pigsvamp.